# Anomiopsoides heteroclyta
Anomiopsoides heteroclyta là một loài bọ cánh cứng trong họ Bọ hung (Scarabaeidae).